# Râul Valea Mare, Nadăș
Râul Valea Mare este un curs de apă, afluent al râului Nadăș. 